# Центральный дебют
Центра́льный дебю́т — дебют, начинающийся ходами 1. e2-e4 e7-e5 2. d2-d4 e5:d4 3. Фd1:d4. Относится к открытым началам.

## История
Ещё А. Алехин чётко охарактеризовал этот дебют и последний ход в частности: «Ясно, что подобные ходы ферзём в столь ранней стадии дебюта вряд ли могут обеспечить преимущество. Однако чёрные должны играть точно, чтобы противник не успел создать атаку на королевском фланге или даже в центре, так как белый ферзь с поля „g3“ будет всё же оказывать сильное давление на позицию короткой рокировки чёрных».
Данное определение не потеряло своей актуальности до сих пор. Обычно возникают сложные позиции с разносторонними рокировками и взаимными атаками на флангах. В современной турнирной практике встречается редко.

## Варианты
- Северный гамбит: 1. e2-e4 e7-e5 2. d2-d4 e5:d4 3. c2-c3 d4:c3 4. Cf1-c4 c3:b2 5. Cc1:b2.